# Boris Mamyrine
Boris Aleksandrovitch Mamyrine est un chercheur et inventeur russe, connu notamment pour le Réflectron,,.